# Пильдони-Миёна
Пильдони Миёна (тадж. Пилдони Миёна) — село в Пильдонском сельском джамоате Лахшского района. Административный центр джамоата Пильдон. Расстояние от села до центра района — 17 км. Население — 1682 человек (2017 г.), таджики. Население в основном занято сельским хозяйством. Земли орошаются из реки Куксу.

## Этимология
Значение слова пилдон неизвестно, миёна с таджикского означает средний, т.е Средний Пилдон.